# Rasti-Land
Rasti-Land est un parc d'attractions situé à Salzhemmendorf, en Allemagne. 

## Histoire
Créé en 1973, il ne possédait à son ouverture que 4 attractions. Ce nombre n’a cessé d’augmenter au fil des années de même que le nombre de visiteurs (300.000 pour la saison 2006).
Le plus gros investissement du parc a été fait en 2002, pour l’ouverture de l’attraction aquatique Rafting-Bahn im Reich des T-Rex (2,85 millions d’euros). En 2007, l'attraction qui était à l'origine une rivière rapide de bouées a été transformée en Round Boat Blaster par Mack Rides.

## Les attractions

### Lesmontagnes russes
| Nom                   | Type                           | Constructeur | Année |
| --------------------- | ------------------------------ | ------------ | ----- |
| Achterbahn            | Junior / Vekoma Junior Coaster | Vekoma       | 1991  |
| Bobkart-Bahn Blizzard | Alpine coaster                 | Wiegand      | 1998  |
| Holta di Polta        | Junior                         | SBF Visa     | 2019  |

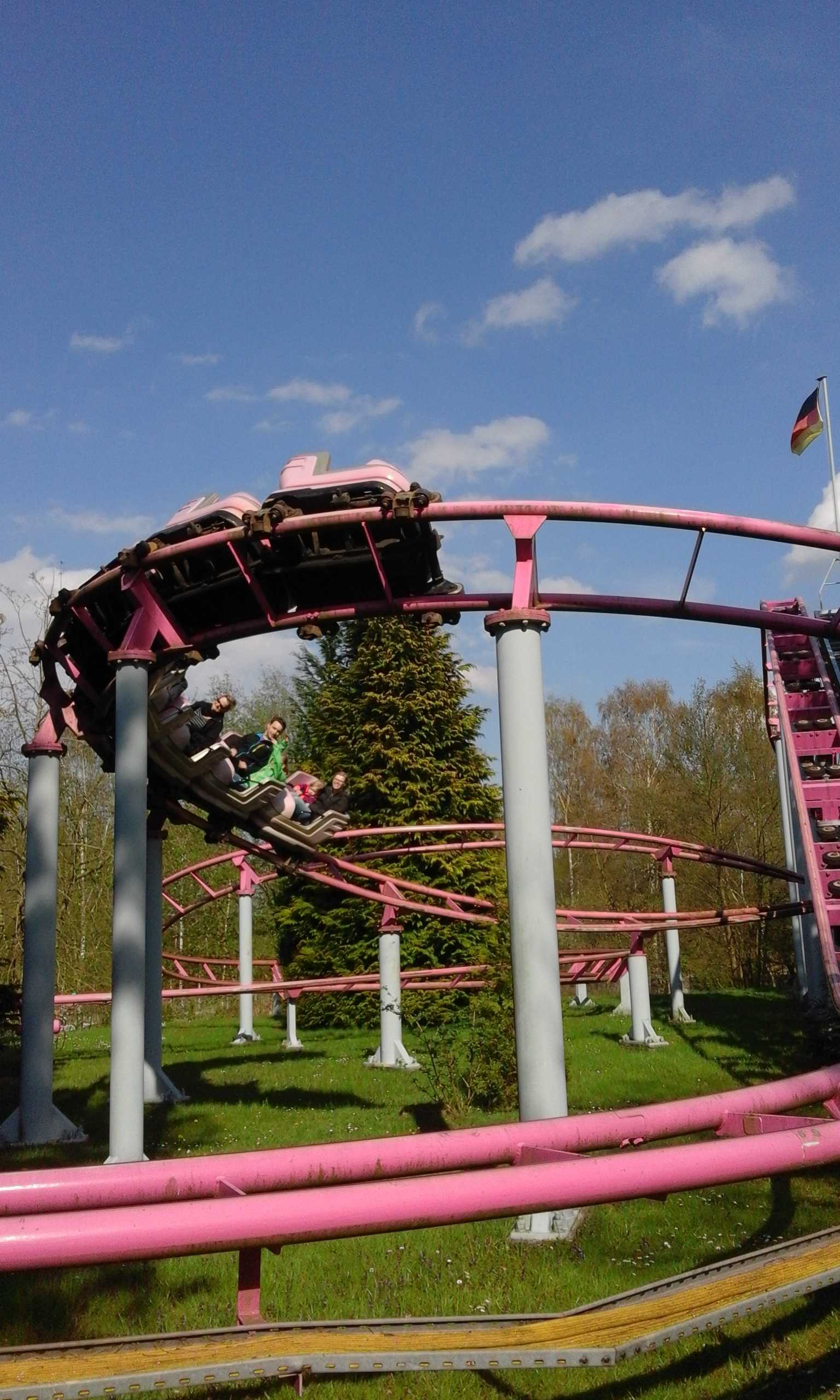
Achterbahn
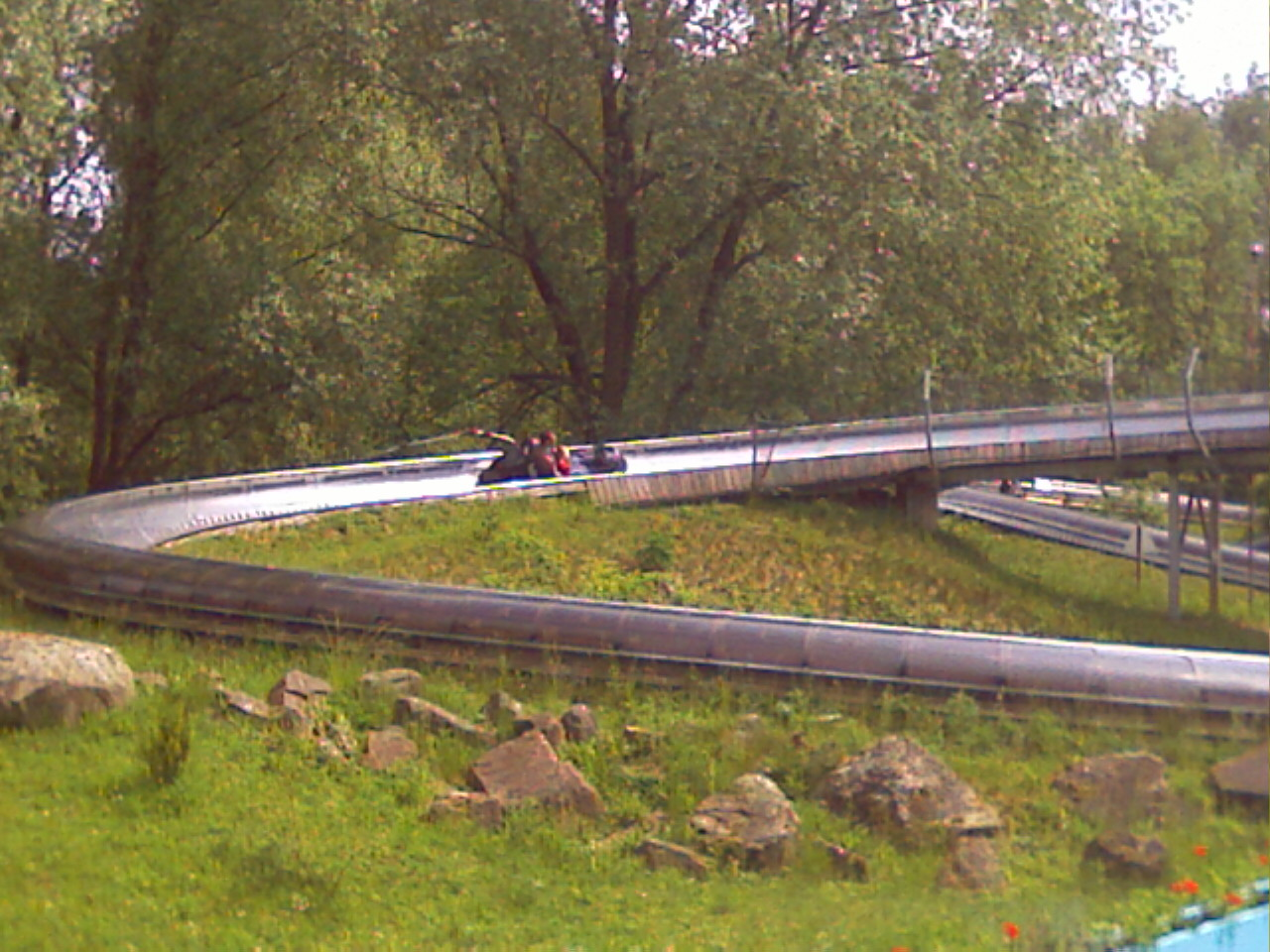
Bobkart-Bahn Blizzard

### Lesattractions aquatiques
| Nom                  | Type               | Constructeur | Année |
| -------------------- | ------------------ | ------------ | ----- |
| Boots-Wasserrutschen | Toboggan aquatique | Van Egdom    | 1990  |
| Rafting-Bahn         | Rapid River        | Hafema       | 2002  |
| Rundbootfahrt        | Round Boat Ride    | Mack Rides   | 1990  |
| Wasserschlacht       | Round Boat Blaster | Mack Rides   | 2007  |
| Wildwasserbahn       | Bûches             |              | 1981  |

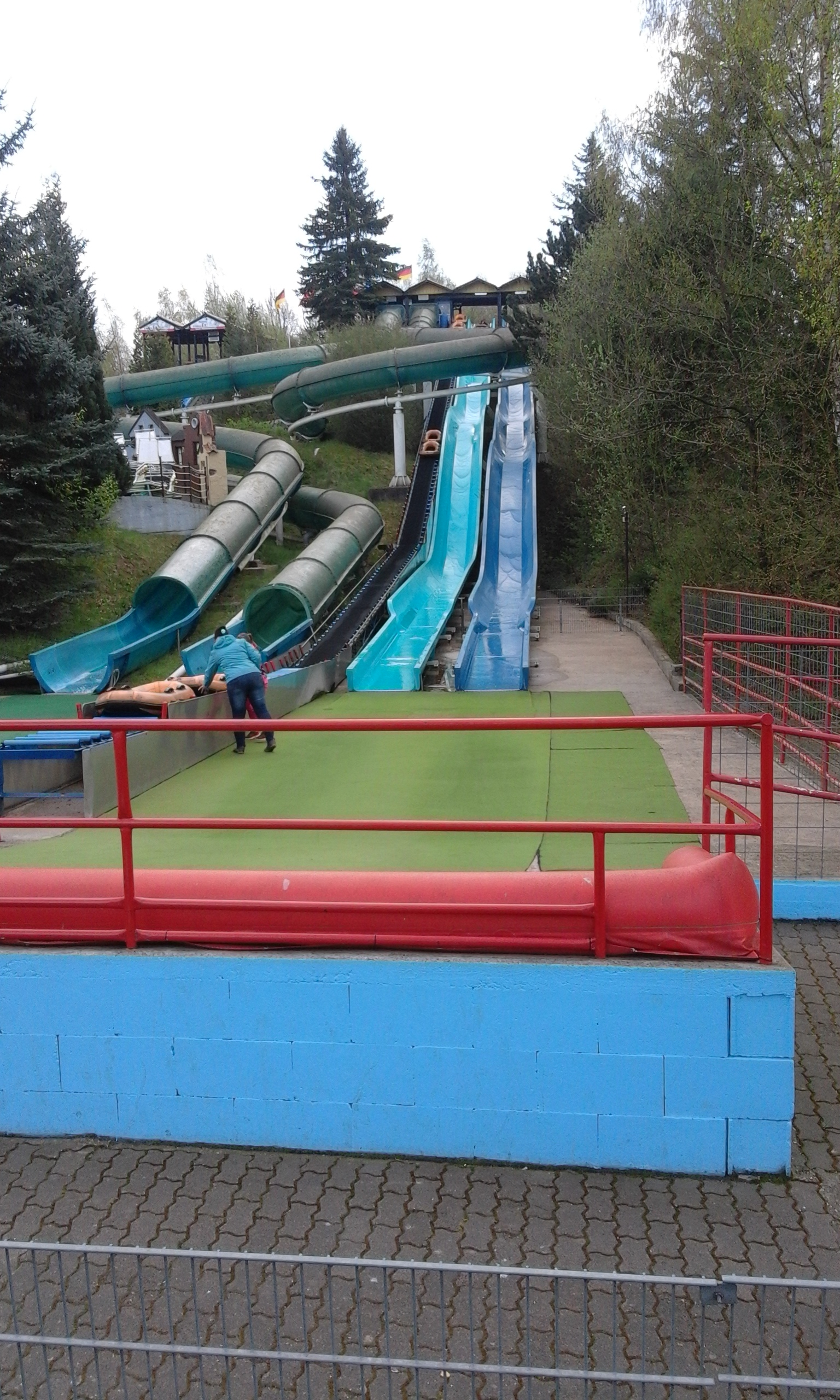
Boots-Wasserrutschen
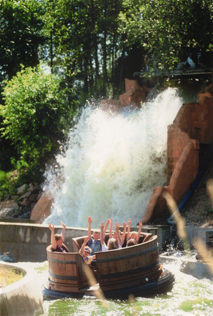
Rafting-Bahn
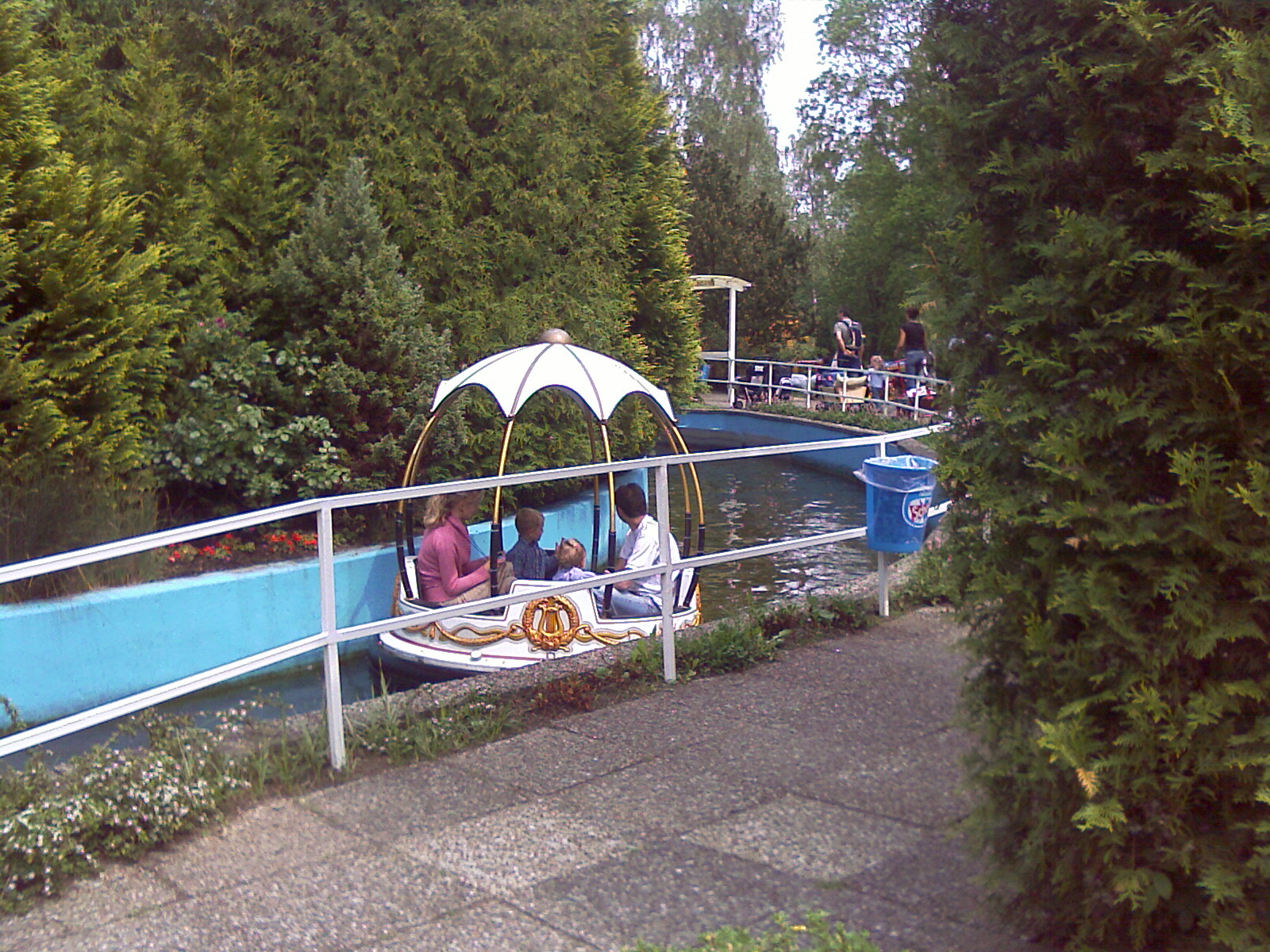
Rundbootfahrt
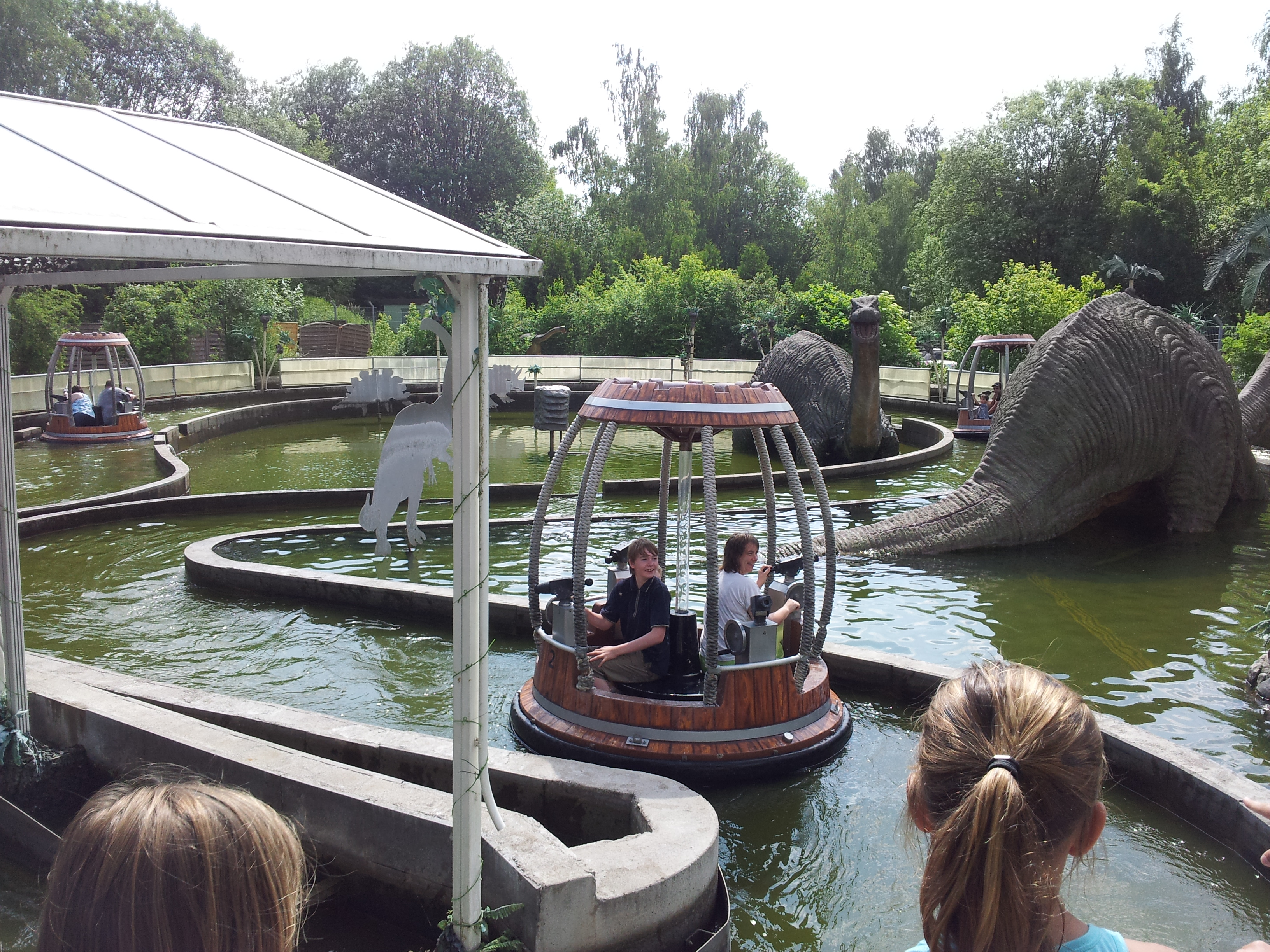
Wasserschlacht
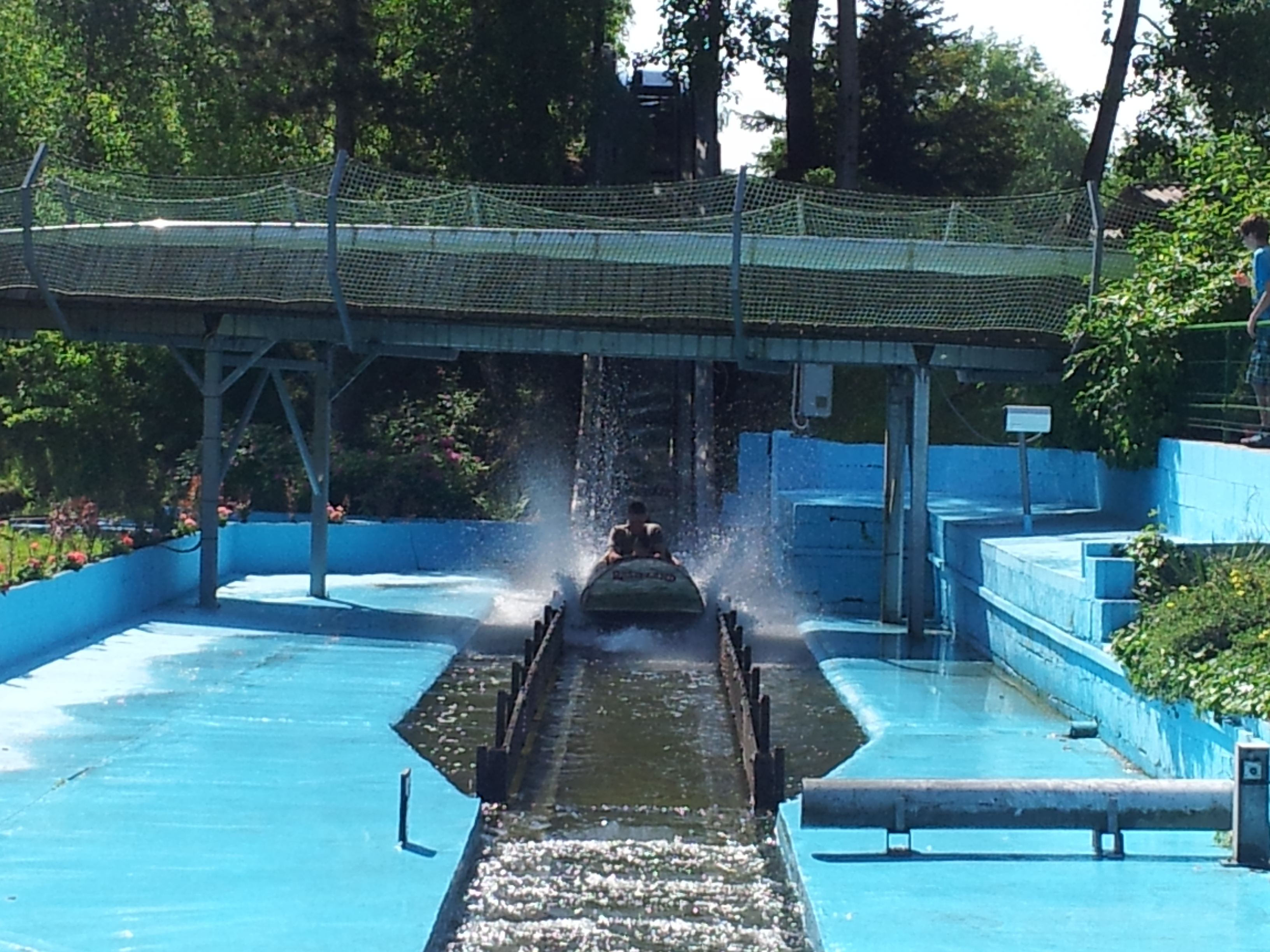
Wildwasserbahn

### Autres attractions
- Abenteuerfahrt durch die Piratenstadt – Parcours scénique (Metallbau Emmeln/Heimotion), 1997
- Ballonkarussell – (Zamperla), 1996
- Einschienenhochbahn – Monorail (Mack Rides), 1978
- Go-Kart Bahn – Course de Karting, 1973
- Jeep-Geländebahn – Promenade en jeep, 1988
- Koggenfahrt Koggenfahrt –  (Mack Rides), 1999
- Oldtimerbahn Rundfahrt – Promenade en tacot, 1973
- Riesen-Schiffschaukel – Bateau à bascule (Metallbau Emmeln), 1994
- Western-Eisenbahn – Train, 1973

## Spectacles
- Varieté Das Love Boat